# Monserrato
Monserrato ist eine italienische Gemeinde (comune) mit 18.827 Einwohnern (Stand 31. Dezember 2023) in der Metropolitanstadt Cagliari auf Sardinien. Der Ort liegt etwa vier Kilometer nordöstlich von Cagliari und war bis 1991 ein dortiger Stadtbezirk, bis auf Grund eines Volksentscheids eine unabhängige Gemeinde entstand.

## Verkehr
Der Ort ist Verkehrsknotenpunkt für mehrere Nationalstraßen, u. a. die Strada Statale 554 und die Strada Statale 387. Eine Bahnverbindung nach Cagliari besteht ebenfalls, auf der seit 2008 die Stadtbahn Cagliari verkehrt. Am Bahnhof der FdS findet sich deren Museum.
Von 1919 bis Ende der 1950er Jahre befand sich in Monserrato ein Flugplatz (⊙), der im Lauf der Zeit sowohl zivilen als auch militärischen Zwecken diente. Es sind noch zwei Wartungshallen erhalten, die teilweise von der Forstbehörde genutzt werden.